# Acisclo Díaz
Acisclo Díaz Rochel (Alhama de Murcia, 1837 - Murcia, 1887) fue un músico español, nacido en la Región de Murcia. En 1879 creó una banda de niños de la Casa de la Misericordia que llegó a contar con gran cantidad de alumnos, realizando actuaciones con más de sesenta componentes y  obteniendo gran éxito en sus conciertos.

## Infancia y adolescencia
Nace el 20 de junio de 1837 en Alhama de Murcia, con ocho años comenzó a estudiar música en la banda municipal. Con once años entra a estudiar en la banda de Julián Gil, que era maestro de capilla del convento de las Madres Agustinas Descalzas en Murcia.
Viaja a estudiar a Madrid y participa en varias bandas de música, llegando a ser músico en la banda de la Guardia Real.  

## Su trabajo con los niños de la Casa de la Misericordia
Su hermano trabajaba en la Casa de la Misericordia, institución murciana que acogía a niños huérfanos. Al conocer la problemática para la inserción profesional que se encontraban, decide proporcionarles educación musical. Con este fin solicita a la Diputación provincial la creación de una banda el 25 de mayo de 1878, a la que impartiría clase sin cobrar. En 1879 se creó la banda a la que dedicó sus mayores esfuerzos el resto de su vida.
La banda se inició rápidamente debutó en la primera quincena de mayo de 1884, anunciada como Estudiantina de Salamanca (que fue otro nombre con el que se la conoció y posteriormente postuló a favor de las víctimas de la Riada de la Asunción) en una función celebrada en el Teatro Romea de Murcia de la que El Diario de Murcia publicó el 9 de mayo de 1884 lo siguiente: 
“Al final, se levantó el telón y apareció la gran estudiantina [Estudiantina de Salamanca] que se ha formado con los niños de la banda de la [Casa de la] Misericordia. Vestidos de estudiantes del siglo XVII, con sus panderas, violines, guitarras, flautas y postizas, formaban un cuadro encantador. 
La música de esta estudiantina ha sido compuesta por el maestro de la banda D. Acísclo Díaz, y es sencilla, pero muy tierna, muy dulce, tiene algo de los cantos populares de los talleres, de las melodías más características de esta ciudad. Aquellas voces infantiles, aquel coro daba la nota conmovedora, de estas fiestas. 
No se les aplaudió en el teatro hasta que cantaron cinco o seis coplas, hasta que acabaron de cantar, porque el público no quería perder ni una nota de aquellas guitarras, ni una palabra de aquella letra, ni un repiqueteo de aquellos increíbles panderetistas, que parecían niñitos de barro de los que exponen en la feria. 
Don Acísclo Díaz que ha enseñado a los chicos de la banda a tocar todos los instrumentos de metal y de madera, les ha enseñado también los de cuerda de la estudiantina, y las panderas, y todo. Con razón fue llamado a escena en el teatro y aplaudido como se merece. Ayer recorrió la estudiantina esta población llevándose de calle a la gente. En el Ayuntamiento fueron obsequiados con dulces por el Sr. Alcalde”. 
En junio de 1884 la "banda de la Misericordia" abrió la función dada en el Teatro Romea de Murcia a beneficio de los inundados diciendo La Paz de Murcia del 4 de junio de 1884 que "tocó con el gusto y todo lo bien que sabe, una miscelánea de los trozos que más caracterizan á las más populares zarzuelas. En otro intermedio tocó una pieza militar muy buena.." Posteriormente hay datos de prensa que señalan su salida postulante por las calles de Murcia (La Paz de Murcia. 11-01-1885) para allegar fondos destinados a ayudar a las víctimas de los terremotos habidos en Andalucía. Se podrán hallar más datos de esta y otras agrupaciones postulantes en el libro de Félix O. Martín Sárraga "Estudiantinas que postularon en o por Murcia. Epidemias, catástrofes naturales y entorno socio-político en el que desarrollaron su actividad", presentado el 4 de abril de 2014 en la Facultad de Medicina de la Universidad de Murcia.
A los cinco años de funcionamiento tenía un repertorio de unas veinte piezas. Normalmente actuaban 61 niños obteniendo grandes éxitos. En las tardes de verano actuaban en la Glorieta al igual que otras bandas. En 1881 consigue el primer premio en el concurso de Agrupaciones Musicales y en 1887 el premio nacional de bandas de música, en Madrid. En 1883 el ayuntamiento de Villena nombra hijos predilectos a todos los componentes de la Banda. Hasta la guerra civil mantuvo el nombre de banda de la Casa de la Misericordia, después se denominó banda de la Casa de José Antonio y finalmente, banda de la Diputación. 
En 1884 se le otorga la Cruz de Isabel la Católica. En su último año de vida recibe la Medalla de Honor de la Sociedad de Escritores y Artistas y la Medalla de Oro de la Feria Internacional de Horticultura de Venecia.
Murió el 5 de diciembre de 1887 en la calle de la Acequia en Murcia, a la que se le puso su nombre en su honor.